# Escudo de Baja California Sur
El Escudo del Estado Libre y Soberano de Baja California Sur es el escudo de armas y símbolo heráldico estatal de Baja California Sur.
Su origen está en el escudo heráldico de las Californias creado por cédula del virrey Antonio de Mendoza.
Cuando la Alta California fue anexada a los Estados Unidos el escudo fue suprimido, Más tarde, cuando el Territorio Norte de la península pasó a ser Estado Libre y Soberano, el Congreso del Estado convocó a un concurso para seleccionar un escudo de armas para el nuevo Estado. El estado de Baja California Sur heredó el escudo histórico.

## Descripción
Las características del Escudo son las siguientes:
Campo partido: el lado diestro oro y el siniestro de gules. Brochante sobre la partición, una venera de plata. Bordura de azur, con cuatro peces de plata: uno en jefe, otro en punta y uno en cada costado, contranadando.
El oro y el gules del campo son símbolos de unión, de riqueza, valor y atrevimiento; la venera simboliza el fiero combate por la defensa de sus fronteras y, por ser de plata, con toda su firmeza, vigilancia y vencimiento; la bordura es símbolo de recompensa y, por ser de azur, con justicia, verdad, lealtad y serenidad; los peces son símbolo de la riqueza marina de que se dispone.
LEY DE SÍMBOLOS Y PROTOCOLOS OFICIALES DEL ESTADO DE BAJA CALIFORNIA SUR - Capítulo II - Artículo 6.

Blasón de forma francesa moderna. Dividido de  forma partida (2 cuarteles) con bordura muy gruesa.
- Primer cuartel: fondo de color gules.
- Segundo cuartel: fondo de color oro.
- Bordura: de color azur con cuatro peces.

Sobre ambos cuarteles se encuentra una ostra de color blanco.